# Piotr Zajdek
Piotr Zajdek pseud. Zajdziu (zm. 6 lipca 2021) – polski gitarzysta, członek m.in. zespołu 100 TVarzy Grzybiarzy.

## Życiorys
Pracował w Młodzieżowym Ośrodku Pracy Twórczej, jako realizator nagrań i operator sprzętu audiowizualnego. Występował w takich zespołach i projektach muzycznych jak  Pieniądze, Paździerze i Kosmetyka Mózgu oraz Teatr Jednego Wina. Najbardziej znany był jednak jako gitarzysta grupy punk rockowej 100 TVarzy Grzybiarzy, z którą w 2006 wydał album PoTVarzalność. Był również organizatorem Festiwalu „Fingerstyle i okolice” w Dąbrowie Górniczej.
W 2015 roku Piotr Zajdek otrzymał w Dąbrowie Górniczej miejską nagrodę za osiągnięcia w dziedzinie twórczości artystycznej, upowszechniania i ochrony kultury za całokształt twórczości. W tym samym roku został zwycięzcą edycji Warsaw Fingerstyle Festiwal. 
W marcu 2021 roku u Piotra Zajdka zdiagnozowano guza mózgu. Po operacji okazało się, że jest to glejak wielopostaciowy. Zmarł 6 lipca 2021.